# Зашкевич, Генрик
Генрик Адам Зашкевич (пол. Henryk Adam Zaszkiewicz; 21 марта 1926, Сувалки) — польский офицер милиции и органов госбезопасности ПНР, Познанский воеводский комендант милиции в 1971—1983, член воеводского комитета ПОРП. Участвовал в подавлении повстанческого движения и политических репрессиях. В политической борьбе стоял на позициях «партийного бетона».

## Офицер госбезопасности

### Министерство
Родился в католической рабочей семье. В девятнадцатилетнем возрасте поступил в равичское повятское управление Министерства общественной безопасности (МОБ). Начинал рядовым охранником. В 1945 вступил в коммунистическую ППР, с 1948 — член ПОРП.
С апреля 1946 Генрик Зашкевич — оперативник в 3 отделе Познанского воеводского управления. Занимался наружным наблюдением за подозреваемыми в причастности к антикоммунистическому вооружённому подполью. В конце 1949 получил первое офицерское звание хорунжего. C июня 1951 по июль 1955 подпоручик Зашкевич назначен начальником 3 отдела Белостокского воеводского управления МОБ.
3 отделы в управлениях МОБ специализировались на подавлении оппозиции, повстанчества и подполья. Зашкевич обеспечивал получение разведданных при ликвидации отрядов NSZ в Кольненском повяте. Во время службы в Белостоке установилась связь Зашкевича с офицером госбезопасности Мирославом Милевским — будущим влиятельным членом партийно-государственного руководства, министром внутренних дел ПНР, членом Политбюро ЦК ПОРП.

### Комитет
В декабре 1954 МОБ было расформировано и заменено Комитетом общественной безопасности (КОБ) при Совете министров ПНР. С середины 1955 Генрик Зашкевич в звании капитана — в распоряжении начальника I (разведка) департамента КОБ Юзефа Чаплицкого. Осенью 1956 Зашкевич — инспектор КОБ в Лодзи.

### Служба
28 ноября 1956 КОБ был упразднён, Служба безопасности (СБ) и гражданская милиция включены в систему МВД. Капитан Зашкевич назначен начальником 3 отдела Лодзинской городской комендатуры. С сентября 1962 в звании подполковника — заместитель по СБ коменданта милиции Опольского воеводства (комендантом являлся полковник Хойнацкий, затем полковник Цадер).
С ноября 1969 по сентябрь 1971 полковник Зашкевич — на аналогичной должности в Быдгощской воеводской комендатуре (комендант — полковник Марцинсковский). На рубеже 1960—1970-х, когда вооружённое повстанчество было давно подавлено, а правозащитное диссидентство и новое профдвижение ещё не сформировались, главной потенциальной опасностью для режима ПОРП считалась католическая церковь. Основное внимание Зашкевич уделял контролю над Быдгощской епархией. Под его руководством изыскивались различные методы слежки — например, установка аппаратуры под видом ремонтных работ. Успех был таков, что Зашкевич направил министру внутренних дел Францишеку Шляхцицу представление к награде отличившихся офицеров. Министр отреагировал положительно.

## Познанский комендант

### «Клан» в комендатуре
20 сентября 1971 Генрик Зашкевич назначен комендантом милиции Познанского воеводства. Сменил генерала бригады Хойнацкого, перешедшего на пост главного коменданта гражданской милиции ПНР.
Полковник Зашкевич являлся одним из самых влиятельных людей Познани и воеводства. Он принадлежал к окружению первого секретаря воеводского комитета ПОРП Ежи Засады, который, в свою очередь, входил в окружение первого секретаря ЦК Эдварда Герека. Был членом Познанского воеводского комитета ПОРП. Позиции Зашкевича укрепляла связь с генералом бригады Милевским — фактически возглавлявшим МВД в качестве заместителя политически слабого министра Станислава Ковальчика.
Вокруг Зашкевича в комендатуре сложился своеобразный «силовой клан». Главную роль в этой группе играли заместители Зашкевича по СБ — полковник Каминьский, полковник Тшибиньский — в особенности заместитель по административно-хозяйственной части полковник Конечны. Впоследствии исследователи отмечали, что развитая клановость и высокое покровительство способствовали различным злоупотреблениям — от пьянства до финансово-имущественных махинаций.

### Политическое противоборство
Период службы Генрика Зашкевича охватывал разные политические режимы — Берута, Гомулки, Герека. Он всегда был полностью лоялен властям, но его мировоззрение сложилось в сталинистский период 1940—1950-х. Как и почти все крупные милицейские чины, полковник Зашкевич придерживался ортодоксально-коммунистических взглядов. Он крайне негативно воспринял события 1980, забастовочное движение, создание независимого профсоюза Солидарность и примкнул к «партийному бетону».
В Познани сложилась специфическая ситуация. Противником консервативо-бюрократических сил выступал не только региональный профцентр, но и новый первый секретарь воеводского комитета ПОРП Эдвард Скшипчак — убеждённый сторонник сотрудничества с «Солидарностью». Для Зашкевича положение осложнялось тем, что Скшипчак активно добивался обновления руководящих кадров и инициировал расследование коррупционных злоупотреблений. На конференции познанской парторганизации в июне 1981 Зашкевич не был избран в воеводский комитет.
В противостоянии с первым секретарём Скшипчаком комендант Зашкевич вступил в альянс с консервативным Познанским воеводой Станиславом Цозасем (в молодости поручиком МОБ). Скшипчак выдвигал конкретные претензии, связанные с правонарушениями при постройке вилл Зашкевича, Цозася и Конечны (в случае Зашкевича речь шла о неоплаченном строительстве особняка в Тучно). Его противники отвечали идеологическими обвинениями в «отступничестве от линии партии» и «потворстве антисоциалистическим силам». В октябре 1981 Цозась был снят с поста воеводы. Однако требование Скшипчака заменить милицейского коменданта было проигнорировано (впоследствии Скшипчак рассказывал, что ему не раз предлагали «договориться с Генриком за бутылкой»). Протекцию Зашкевичу оказал могущественный Милевский.

### При военном положении
13 декабря 1981 в Польше было введено военное положение. Власть перешла к Военному совету национального спасения и неформальной «Директории» во главе с генералом армии Войцехом Ярузельским — первым секретарём ЦК, премьер-министром и министром обороны. Комендатура полковника Зашкевича активно участвовала в репрессиях против «Солидарности».
Была захвачена штаб-квартира Познанского профцентра, задержаны и интернированы 186 активистов (в том числе Януш Палубицкий, Марек Ленартовский, Лех Дымарский, Юлиан Зыдорек, Богдан Цишак, Мацей Геннеберг, Яцек Кубяк, Изабелла Цивиньская), разогнаны уличные демонстрации, подавлены забастовки. В течение 1982 познанская милиция и СБ задержали по политическим мотивам более 350 человек, провели более 600 обысков. Полковник Зашкевич по должности состоял в органе чрезвычайного управления — Воеводском комитете обороны.
Драматичные события произошли в Познани 13 февраля 1982. Подччинённое комендатуре подразделение ЗОМО атаковало протестующих на площади Адама Мицкевича у Познанских крестов — памятника погибшим в Познанский июнь. Произошло столкновение, массовое избиение, был убит журналист Войцех Цеслевич. После этого памятник был взят в постоянное милицейское оцепление. Опубликованные впоследствии документы подтвердили полную информированность Зашкевича, его руководящее участие в принятии решений.
В мае 1982 Эдвард Скшипчак был снят с поста первого секретаря и вскоре уехал в многолетнюю африканскую командировку. Известно, что снятие Скшипчака инициировал Милевский на уровне Политбюро. Генрик Зашкевич на посту познанского коменданта милиции оставался до весны 1983.

## Отставка и «династия»
31 марта 1983 полковник Зашкевич был переведён в центральный аппарат МВД — в распоряжение кадрового департамента (Познанское управление МВД до 1990 возглавлял полковник Стоцкий). Через три месяца возглавил опергруппы во II (контрразведка) департаменте МВД. Был командирован в СССР, состоял в опергруппе Wisła при посольстве ПНР в Москве. По имеющимся отзывам, задача состояла в наблюдении за польскими гражданами на советской территории.
С августа 1987 Генрик Зашкевич вновь в распоряжении кадрового департамента. Уволен на пенсию 15 апреля 1989 — практически сразу после Круглого стола, незадолго до победы «Солидарности» на альтернативных выборах.
В семье Зашкевич образовалась своего рода «династия». Халина Забдыр, дочь полковника Зашкевича, по образованию журналистка, психолог и политолог, окончила Академию МВД, поступила на службу в СБ, имела звание поручика. Занималась изданием министерской литературы и «политическим воспитанием» офицеров, однако просьба о переводе в оперативную службу была отклонена. В 1990, в ходе преобразования ПНР в Третью Речь Посполитую и соответствующей реформы МВД, поручик Забдыр-Зашкевич была уволена. Она пыталась оспорить увольнение, называя его политически мотивированным из-за службы отца, но квалификационная комиссия оставила решение в силе.